# Реда
Вижте пояснителната страница за други значения на Реда.
Рѐда (на полски: Reda; на кашубски: Réda; на немски: Rheda) е град в Северна Полша, Поморско войводство, Вейхеровски окръг. Административно е обособен в самостоятелна градска община с площ 34,92 км2. Към 2010 година населението му възлиза на 20 959 жители.